# 이숭원 (조선)
이숭원(李崇元, 1428년 ~ 1491년)은 조선 초기의 문신이다. 본관은 연안, 자는 중인(仲仁)이며, 시호는 충간공(忠簡公)이다.

## 생애
단종 때 문과에 급제하여 좌정언이 되었으며 이후 정언, 지평, 사헌부집의 등 청요직을 거쳐서 훈련원첨정, 군자감정 등을 했으며 예종 때 당상관에 올라 동부승지로 장례원판결사를 겸했다. 이후에는 우부승지, 좌부승지, 우승지, 좌승지 등을 거쳐서 사헌부대사헌에 임명되어 대사헌으로서 기강을 바로잡았으며 이후 형조판서, 우참찬, 이조판서를 했다. 그 뒤에는 평안도관찰사를 거쳐 한성부판윤이 되었으며 다시 이조판서를 거쳐서 좌참찬에 이르렀다. 그리고 지의금부사를 거쳐 병조판서가 되었다. 그 뒤에 지중추부사로 퇴임하였다. 사후 중종 때 청백리에 녹선되었다.